# Sauce tomate
La sauce tomate est une sauce salée, à base de tomates.

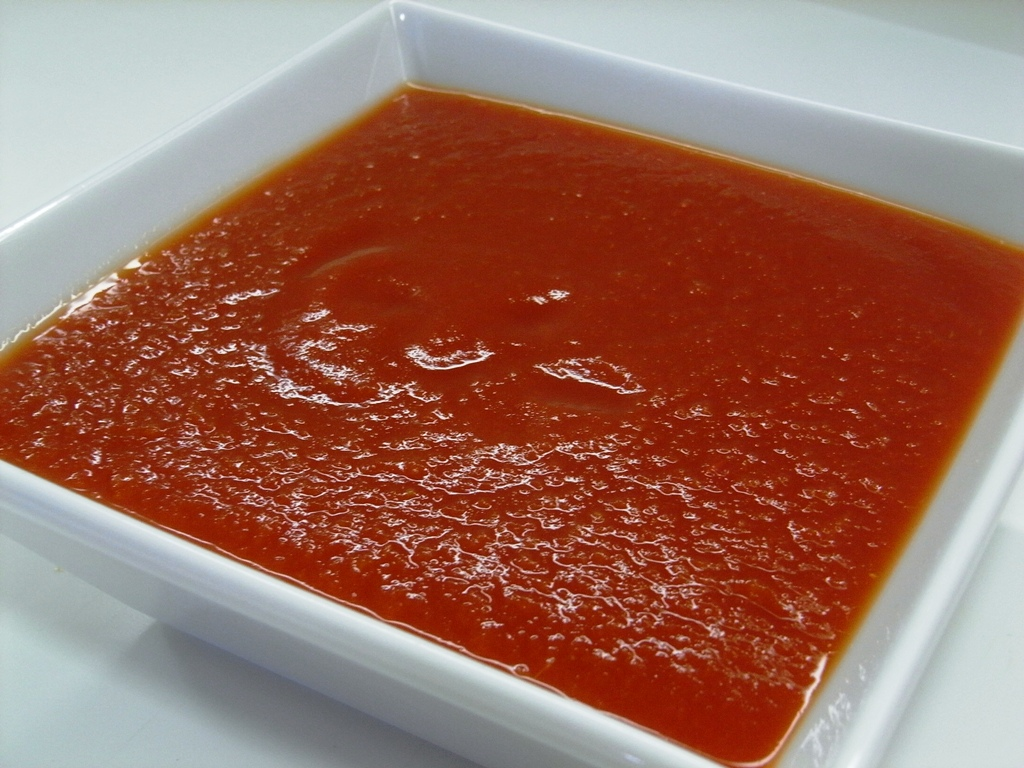
Sauce tomate.

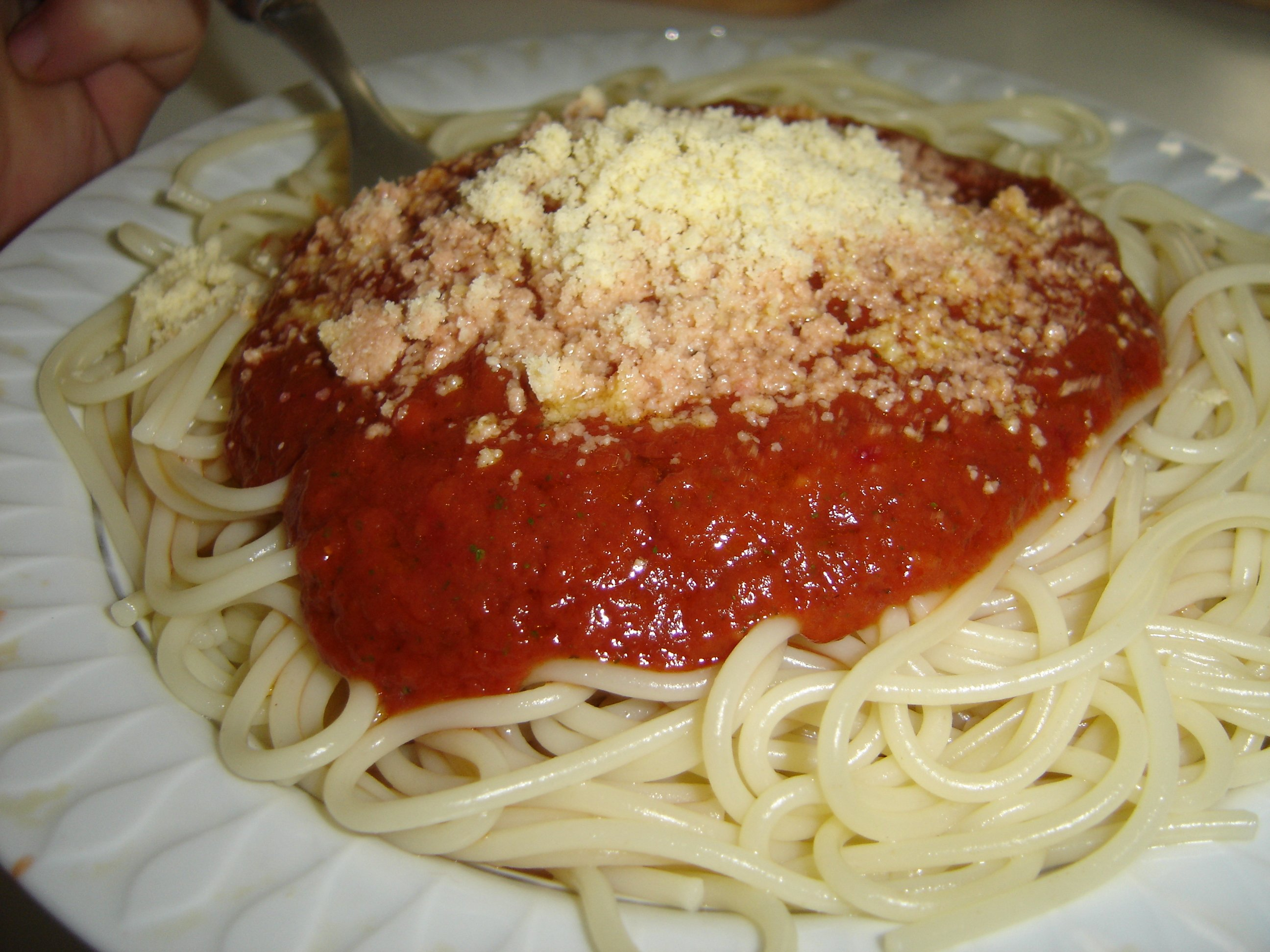
Spaghettis à la sauce tomate.

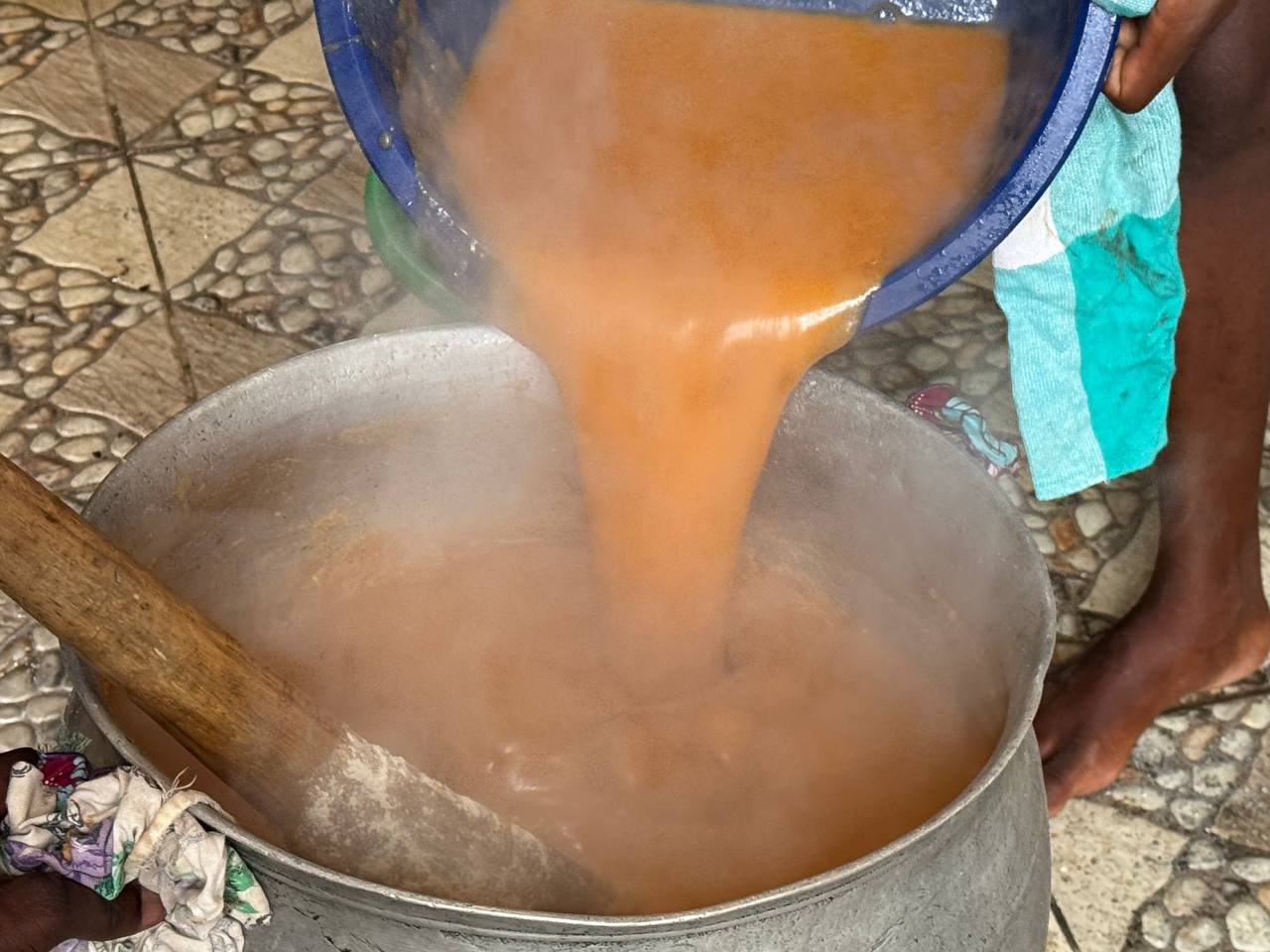
Sauce aux tomates

## Histoire
La sauce tomate est utilisée dans la cuisine pré-colombienne : Bernardino de Sahagún, un frère franciscain du Royaume d'Espagne, écrit au XVIe siècle sur la sauce tomate après l'avoir vue en vente sur les marchés de Tenochtitlan (Mexico, aujourd'hui). Le premier livre de cuisine italien à inclure de la sauce tomate, Lo Scalco alla Moderna, est du chef italien Antonio Latini (en), publié en deux volumes en 1692 et 1694, dite salsa di pomadoro alla Spagnola (« sauce tomate à l'espagnole »). Déjà consommée par les paysans du Sud, la tomate conquiert alors la bourgeoisie.
La sauce tomate commence également à être utilisée dans la cuisine du sud de la France à la même époque, notamment en Provence et au Pays-Basque. Les Provençaux montés à Paris pour la fête de la Fédération nationale du 14 juillet 1790, exigent des tomates partout où ils vont. La première recette de conserve de tomates écrite nous vient du Vaucluse, elle figure dans un document écrit par un particulier en 1795.
La première recette all'amatriciana, version rouge, des traditionnelles pâtes blanches alla gricia accommodées de sauce tomate, est citée par Francesco Leonardi (en), dans son livre L'Apicio moderno, édité en 1790.
Le violoniste génois Niccolò Paganini, passionné de cuisine, compose en 1837, la première recette de ravioli avec la sauce tomate. En 1839, la première recette de pâtes à la tomate, vermicelli ca pummarola, apparait dans le livre de cuisine en napolitain d'Ippolito Cavalcanti. En 1857, Carlo Dalbono présente le ragù pour la première fois dans son ouvrage Usi e costumi di Napoli (« Traditions et coutumes de Naples ») utilisé surtout comme une sauce tomate avec de la viande mijotée qui couvre le fromage sur les maccheroni, version rouge des cacio e pepe (fromage et poivre).

## Usage
La sauce tomate accompagne nombre de plats. C'est une préparation nécessaire à certains mets, tels que les pâtes à la bolognaise et la plupart des pizzas, les alouettes sans têtes, les pieds-paquets, la piperade et de nombreux plats du sud de la France.
En France, elle existe en version cuite ou crue. La sauce tomate crue est connue sous le nom de saoussoun dans les Alpes-maritimes. La sauce vierge est une autre sauce française à base de tomate crue, de basilic, de jus de citron et d´huile d'olive.
En Grèce, la sauce tomate est complétée d'huile d'olive ou de beurre.
Elle peut être réalisée soit à partir de tomates fraîches, soit à partir de concentré de tomates.
Elle est appelée aussi coulis de tomate, cependant le coulis est fait avec des tomates épépinées.
Additionnée de vinaigre et de sucre, elle devient un condiment consommé froid : le ketchup.